# Bruce Gilley
Bruce Gilley (21 de julio de 1966) es profesor de Ciencias Políticas en la Universidad Estatal de Portland. Gilley obtuvo reconocimiento internacional, pero también una tormenta de críticas por su controvertido artículo revisado por pares "The Case for Colonialism", publicado en una edición en línea de la revista científica 'The Third World Quarterly' en 2017. Quince miembros de la junta directiva de la revista renunciaron por El artículo de Gilley.

## Carrera
Gilley recibió su licenciatura en economía y relaciones internacionales de la Universidad de Toronto en 1988. De 1989 a 1991 fue becario de la Commonwealth en la Universidad de Oxford, donde recibió su maestría en filosofía en economía en 1991. De 1992 a 2002, trabajó como periodista en Hong Kong, escribiendo para el periódico 'Eastern Express' y luego para la revista 'Far Eastern Economic Review'. donde expuso una transferencia de tecnología ilegal por parte de un profesor de Stanford al ejército de China. Gilley fue becario Woodrow Wilson en la Universidad de Princeton de 2004 a 2006, donde recibió su doctorado en Política en 2007.

### El caso del colonialismo
El artículo de Gilley "El caso del colonialismo" se publicó en 2017 en una versión avanzada en línea del "Third World Quarterly", en contra de la recomendación de los revisores. Según Gilley, el colonialismo era tanto objetivamente beneficioso (sus ventajas superaban a sus desventajas) como subjetivamente legítimo (fue aceptado por grandes segmentos de la población local). En consecuencia, el autor llama a revivir el colonialismo. El artículo fue controvertido tanto por su argumentación como por su posterior retractación, y resultó en un debate sobre estándares académicos y revisión por pares. Quince miembros del directorio de la revista  renunciaron por la cuestión. El artículo finalmente se retiró con el consentimiento de Gilley y se volvió a publicar en abril de 2018 en la revista conservadora Academic Questions of the National Association of Scholars. En la primavera de 2022, Gilley respondió a muchos de sus críticos en un segundo artículo titulado "El caso del colonialismo: una respuesta a mis críticos".

## Selección de publicaciones
- Tiger on the Brink: Jiang Zemin and China's New Elite. University of California Press, 1998. ISBN 0520213955
- Model Rebels: The Rise and Fall of China's Richest Village. University of California Press, 2001. ISBN 978-0520225329
- China's New Rulers: The Secret Files. New York Review of Books, New York, 2003. (With Andrew Nathan) ISBN 978-1590170465
- China's Democratic Future: How It Will Happen and Where It Will Lead. Columbia University Press, 2004. ISBN 978-0231130844
- The Right to Rule: How States Win and Lose Legitimacy. Columbia University Press, 2009. ISBN 978-0231138727
- The Nature of Asian Politics. Cambridge University Press, 2014. ISBN 978-0521761710
- The Last Imperialist: Sir Alan Burns's Epic Defense of the British Empire. Regnery Gateway, 2021. ISBN 978-1684512171
- In Defense of German Colonialism: And How Its Critics Empowered Nazis, Communists, and the Enemies of the West. Regnery Gateway, 2022. ISBN 978-1684512379

### artículos
- "Against the concept of ethnic conflict", Third World Quarterly. 25 (6): 1155–1166. doi:10.1080/0143659042000256959. Archived del original el 20 de enero de 2018.
- "The Case for Colonialism", Third World Quarterly, 2017. (Republished in Academic Questions, June 2018, Vol. 31, No. 2, pp. 167–185.
- "The Case for Colonialism: A Response to My Critics", Academic Questions, Spring 2022.